# فتیال
فتیال (لاتین: fētiālis) نوعی راهب در روم باستان بود. آنها یک کالج (روم باستان) تشکیل دادند که به ژوپیتر به عنوان حامی مذهبی اختصاص یافته بود.
وظایف فتیال‌ها شامل مشاوره به مجلس سنا در امور خارجی و معاهدات بین‌المللی، اعلام رسمی صلح و جنگ و تأیید معاهدات بود. آنها همچنین وظایف منادیان مسافرتی یا سفیران (پتر پاتراتوس) را انجام می‌دادند.